# 逃亡花
『逃亡花』（のがればな）は、原作・香川まさひと、作画・和気一作による漫画。『週刊漫画ゴラク』（日本文芸社）にて連載された。

## あらすじ
主人公の小園井咲子は夫と平凡ながらも幸せに暮らしていた。ある雨の日、咲子が仕事から帰宅していた途中に見知らぬ男が道の電信柱に寄りかかっていた。男の服は雨に濡れて背中の刺青が透けて見えた。咲子は男を不審に思うも、そのまま通り過ぎて家に向かった。
家に着くと夫が腹部から出血した状態で倒れていた。咲子が救急車を呼ぼうとした時に折り良く警察官が現れ、事情を説明する咲子。しかし警察官は咲子の夫の様子を見て「既に死亡しているため救急車を呼ぶ事は出来ない」と言われた末、夫が「腹を刺された。咲子に･･･」と通報していた事から警察官は咲子に疑いの目を向ける発言をした。咲子は潔白を証明するため、先ほど家の近くにいた「刺青の男」の話をするが、その男はすでに見当たらず、咲子は家を飛び出して刺青の男を捜した。警官の背後に不審な影がいた･･･
刺青の男」が見つからなかった咲子は再び家に戻った。そこには先ほどの警察官が血まみれで倒れていた。これにより咲子は夫と警察官殺害の疑いで逮捕されてしまう。咲子は刑事に自分の無実を訴えるが、彼らは彼女の話を聞き入れない。こうして咲子は事件の真犯人を見つけるべく、逃亡犯となった。

## 登場人物
小園井咲子（こぞのい さきこ）
本作の主人公。身長約160cm。捨て子で両親を知らず児童養護施設で育った。結婚後は大型スーパー内にある呉服店で販売員のパートをしている。
小園井綱男
咲子の夫。「小園井造園」を営む植木職人。妻の咲子が児童養護施設出身という身の上を理解した上で結婚した。優しく男らしさのある性格。
警察官
若い警察官。刺された綱男から連絡を受け、現場に駆けつけた。綱男が通報時に「刺された、咲子に」と口にしたため、犯人は咲子だと思っていた。しかし、咲子が刺青の男を探している間に、何者かに刺し殺されてしまう。咲子が取り調べを受けた際の刑事の話によると娘が生まれたばかりだったという。
小堺
国選弁護人の中年男性。咲子の弁護をすることになった。咲子に対し、実際に殺害したかどうかに関わらず、刑期を短くするため罪を認めるべきだと説得。そのため、信頼関係が築けないと確信した咲子に解任された。弁護士としては県でトップを争うやり手。
仲田
咲子の国選弁護人となった初老の男性。咲子が小堺とは信頼関係を築けない旨の上告書を提出したため、小堺に代わって咲子の弁護を担当することになった。綱男に対するお悔やみの言葉を誰にもかけられていない、「妻」としての咲子を気遣う慈愛に満ちた人物。
刺青の男 (いれずみのおとこ)
綱男が殺害された日に、咲子が帰宅途中にすれ違った男性。咲子は彼が夫の綱男を殺害した犯人だと確信している。雨に濡れていたため、背中に能の女面の刺青があるのが透けて見えていた。その正体は雇われの殺し屋で、のちに咲子を殺すため再び姿を現す。
光一
綱男のもとで植木職人として働いていた若い男性。咲子に食事をご馳走になるなど、小園井夫婦に日頃から世話になっていた。咲子が裁判の判決言い渡し期日に逃走するのを手助けする。長髪を後ろで一つに束ねた今時の若者だが、小園井夫婦への忠誠心は厚く、肝が据わっている。
伊崎
県警本部の特別捜査本部の警部補。胸躍らせる捜査を追い求めており、逃亡したと思われた咲子を、裁判所内で見かけて興味を抱き、単独で尾行する。咲子と接触し、彼女が夫を殺していないことを確信。その後、調査に協力するうちに、一途な咲子に心を奪われていく。腕っぷしは強いが、幸せを奪われた咲子の悲しみに共感する繊細な一面も持つ。
竹田 修治
フリーライターの男性。咲子の裁判を頻繁に傍聴していた。逃亡した咲子が真犯人の手掛かりをつかむために、最初に接触した人物。何度も咲子を裏切るが、それでも自分のことを見捨てなかった咲子の人柄に心を打たれ、のちに咲子の復讐に手を貸すようになる。
黒木 香苗
咲子が「大奥様」と慕う高齢女性。咲子と綱男を結び付けた人物。かつて咲子が世話係をしていた華道の大御所で、咲子を信頼しており、彼女の逃亡を資金面から手助けする。咲子よりも先に彼女の妊娠に気付き、近しい関係である五所川原一子を紹介するなど、鋭い洞察力を持つ。
市川
小太りの男性。逃亡生活の資金稼ぎに、身体を売ろうと決意した咲子の最初の客になった。市役所の戸籍係と身分を偽って、女を買うことを趣味としているオタク。実はFX(外国為替証拠金取引)などで相当稼いでいる。咲子が逃亡犯だと知った後、彼女のすべてを調べ上げ、咲子が一途な女性であることを理解して想いを寄せるようになる。
五所川原 一子 (ごしょがわら いちこ)
田舎で小さな診療所を営む年老いた女医。黒木香苗の紹介で、逃亡中の咲子が五所川原一子の診療に訪れた。ジョークが好きなユーモアあふれる人物で、いつも咲子を笑わせている。医者としての腕は確かで、妊娠している咲子の世話を一手に引き受け、咲子の復讐を見守る。
山元
竹田修治に裁判を探れと指示した男性。裏社会と表社会の中間に属する人物で、ヤクザとも通じている。姑息で抜け目のない性格をしている。竹田から事情を聞き出した咲子が、真犯人に関する情報を聞き出そうとする。
みどり
咲子の売春仲間の女性。ロングヘアに濃い目の化粧が特徴。一目見て、咲子が誰にでも分け隔てなく接する人間であると見抜き、深い事情を追求せずに刺青の男捜しに協力する。咲子が握ってくれたおにぎりに涙する情に厚い性格。
ペンキ屋 (ぺんきや)
ペンキ屋で働いていた職人の男性。咲子が、港で自分の人生を振り返っていた時に知り合う。18歳から30年間、刷毛(はけ)を持ち続けて懸命に働いてきたが、勤めていた会社が若社長に代替わりした際に、クビになって落ち込んでいた。気のいい性格で、お互いの身の上話をするうちに打ち解け、咲子が小堺に近づく手助けをする。
十五図 あきら (じゅうごず あきら)
大柄な40歳手前の男性。暴力団「十五図組」の組長を務めている。県議の谷津大次郎と親密な関係にあり、逃亡犯である咲子を殺害しようと狙っている。ワンマンで気性が荒いが、仕事には用意周到に臨み、失態を犯した部下には容赦しない。万時山瞬を殺し屋として雇っている。
谷津 大次郎 (やつ だいじろう)
県の議員を務める中年男性。暴力団の十五図あきらと密接な関係にある。咲子が小堺から得たヒントにより、たどり着いた人物で、警察方面にも顔が利く。人を愛することは負けることだ、という信念を持つ。出世と金に貪欲な性格。
万時山 瞬 (まんじやま しゅん)
金髪ロングヘアの謎の青年。咲子がネットカフェで知り合った。両親に虐待されて施設で育ち、少年時代には、老人を半殺しにする愉快犯事件の犯人として警察に捕まった過去がある。偶然を装って咲子に何度も近づき、あの手この手で咲子の信用を勝ち取ろうとする。のちに自分の彼女である明菜の親友が、咲子であることを知る。
あおい
黒木香苗の娘。離婚歴があり、どこか影がある女性。母親の黒木が病に倒れた時に、咲子を助けていることを告げられ、「今度はあなたが手を貸してやって」と頼まれた。だが、仕事の忙しさを理由に、咲子への金銭的援助を断ってしまう。
明菜
咲子の幼なじみで親友。咲子が逃亡した際には、真っ先に自分が助けるつもりでいた友達想いの女性。万時山瞬と付き合っており、万時山と結婚して2人で美容院を持つのが夢。カエルが好きで、子供の頃から自分のトレードマークにしている。
一樹
咲子が逃亡中に産んだ息子。父親の綱男が植木職人だったので、「一樹」と名付けられた。五所川原一子の知人の農家宅に預けられており、その居場所は一子と黒木香苗しか知らない。咲子は、一樹が小学生になる前に、復讐を終えようと決意をしている。
由美
黒木香苗の世話係をしている細身の若い女性。陽気でおしゃべり好きで、茶目っ気にあふれている。場の空気を読み、黒木と咲子が密会できるように配慮するなど世話係として優秀で、黒木に高く評価されている。

## 書誌情報
- 香川まさひと（原作）和気一作（漫画）『逃亡花』日本文芸社〈ニチブンコミックス〉、全6巻
  1. 2008年10月20日発売、ISBN 978-4-537-10900-9
  2. 2008年12月19日発売、ISBN 978-4-537-10914-6
  3. 2009年3月19日発売、ISBN 978-4-537-10942-9
  4. 2009年6月19日発売、ISBN 978-4-537-10974-0
  5. 2009年8月19日発売、ISBN 978-4-537-10992-4
  6. 2009年10月19日発売、ISBN 978-4-537-12508-5

## テレビドラマ
2018年4月15日（14日深夜）から7月8日（7日深夜）まで、BSジャパン「真夜中ドラマJ」枠にて放送された。主演は本作がテレビドラマ初主演となる蒼井そら。プロデューサーの森田昇は蒼井とは「ドラマ24」枠『嬢王』以来の付き合いで、蒼井の要望で同作のスタッフを集結して制作された。森田は本作の映像化の際、主演は蒼井でやろうと以前から決めており、蒼井の存在こそが『嬢王』を成功させ「ドラマ24」枠存続に結実していると確信していた森田は蒼井に感謝の意を伝え、感涙させた。
キャッチコピーは「どん底を、駆け抜けろ。」。

### キャスト
小園井咲子
演 - 蒼井そら

小園井綱男 -
演 - 生島勇輝

竹田修二 -
演 - 大浦龍宇一

伊崎刑事 -
演 - 永澤俊矢

安藤刑事 -
演 - 宮田佳典

貝塚刑事 -
演 - 西沢仁太

黒木香苗 -
演 - 冨田恵子

五所川原一子 -
演 - 青木和代

小堺 -
演 - 三上市朗

市川 -
演 - 福澤重文

みどり -
演 - もたい陽子

山元 -
演 - 波岡一喜

十五図あきら -
演 - 山口祥行

万時山 -
演 - 川野直輝

賀川大次郎 -
演 - 賀集利樹

刺青の男 -
演 - 川村進

### スタッフ
- 原作 - 香川まさひと / 漫画 - 和気一作『逃亡花』（日本文芸社刊）
- 監督 - 佐藤源太、八十島美也子、岸川正史
- 脚本 - 三浦駿斗
- アソシエイトプロデューサー - 高橋萬彦（共同テレビジョン）
- プロデューサー - 森田昇（BSジャパン）、久松大地（共同テレビジョン）
- 制作 - BSジャパン、共同テレビジョン
- 製作著作 - 「逃亡花」製作委員会2018（BSジャパン、共同テレビジョン、テレビ東京メディアネット、ひかりTV）

### 放送日程
| 話数   | 放送日     | 放送日     | サブタイトル   | ラテ欄           | 監督         |
| 話数   | BSジャパン | テレビ大阪 | サブタイトル   | ラテ欄           | 監督         |
| ------ | ---------- | ---------- | -------------- | ---------------- | ------------ |
| 第1話  | 4月15日    | 07月15日   | 無実の女       | 無実の女の涙…    | 佐藤源太     |
| 第2話  | 4月22日    | 07月22日   | あがく女       | 罠に落ちた裸の女 | 佐藤源太     |
| 第3話  | 4月29日    | 07月29日   | 春を売る女     | 娼婦となり街に…  | 佐藤源太     |
| 第4話  | 5月13日    | 08月12日   | 凶器の女       | 騙し合う男と女!  | 佐藤源太     |
| 第5話  | 5月20日    | 08月19日   | 本物の女       | 娼婦が遂に逮捕!? | 八十島美也子 |
| 第6話  | 5月27日    | 08月26日   | 尾けられる女   | 女と涙と盗聴器   | 八十島美也子 |
| 第7話  | 6月03日    | 09月02日   | 逆襲する女     | 裏切り女と血文字 | 佐藤源太     |
| 第8話  | 6月10日    | 09月09日   | 騙された女     | 騙された女と黒幕 | 八十島美也子 |
| 第9話  | 6月17日    | 09月16日   | 全裸の女       | 血と涙と全裸の女 | 八十島美也子 |
| 第10話 | 6月24日    | 09月23日   | 奪われた女     | 女の全てを略奪!  | 岸川正史     |
| 第11話 | 7月01日    | 09月30日   | 地獄に堕ちた女 | 黒幕と銃と激怒!  | 佐藤源太     |
| 最終話 | 7月08日    | 10月07日   | 母になる女     | 究極愛と死と謎   | 佐藤源太     |

| BSジャパン 真夜中ドラマJ                                                                   | BSジャパン 真夜中ドラマJ                                                     | BSジャパン 真夜中ドラマJ                                               |
| 前番組                                                                                     | 番組名                                                                       | 次番組                                                                 |
| ------------------------------------------------------------------------------------------ | ---------------------------------------------------------------------------- | ---------------------------------------------------------------------- |
| （枠設立前につきなし）                                                                     | 逃亡花 （2018年4月15日 - 7月8日） 【本作品より連続ドラマ枠】                 | グッド・バイ （2018年7月15日 - 9月30日） 【本作品まで真夜中ドラマJ枠】 |
| BSジャパン 日曜0:00 - 0:30（土曜深夜）枠                                                   |                                                                              |                                                                        |
| テレビショッピング                                                                         | 逃亡花 （2018年4月15日 - 7月8日） 【本作品より連続ドラマ枠】                 | グッド・バイ （2018年7月15日 - 9月30日） 【本作品まで真夜中ドラマJ枠】 |
| テレビ大阪 真夜中ドラマJ                                                                   |                                                                              |                                                                        |
| （枠設立前につきなし）                                                                     | 逃亡花 （2018年7月15日 - 10月7日） 【本作品より連続ドラマ枠】                | 江戸前の旬 （2018年10月14日 - 12月30日） 【本作品より真夜中ドラマ枠】  |
| テレビ大阪 日曜0:56 - 1:26（土曜深夜）枠                                                   |                                                                              |                                                                        |
| グッド・バイ （2018年7月15日 - 9月30日）                                                   | 逃亡花 【最終話】 （2018年10月7日） 【本作品まで真夜中ドラマJ枠】            | 江戸前の旬 （2018年10月14日 - 12月30日） 【本作品より真夜中ドラマ枠】  |
| テレビ大阪 日曜1:26 - 1:56（土曜深夜）枠                                                   |                                                                              |                                                                        |
| サバイバル・キス （再放送） ※0:56 - 1:46たこるTV ※1:46 - 1:51イベントシャワー ※1:51 - 1:56 | 逃亡花 【第1 - 11話】 （2018年7月15日 - 9月30日） 【本作品のみ連続ドラマ枠】 | ムチャミタス! ※1:26 - 1:52たこるTV ※1:52 - 1:56                        |
| BSテレ東 火曜0:00 - 0:30（月曜深夜）枠                                                     |                                                                              |                                                                        |
| 拝み屋怪談Ⅱ （2019年7月9日 - 9月24日）                                                     | 逃亡花 （2019年10月8日 - 12月24日） ※4Kリマスター版                          | 今夜はコの字で （2020年1月7日 - 3月24日 ）                             |